# Тростниковая хижина Ду Фу

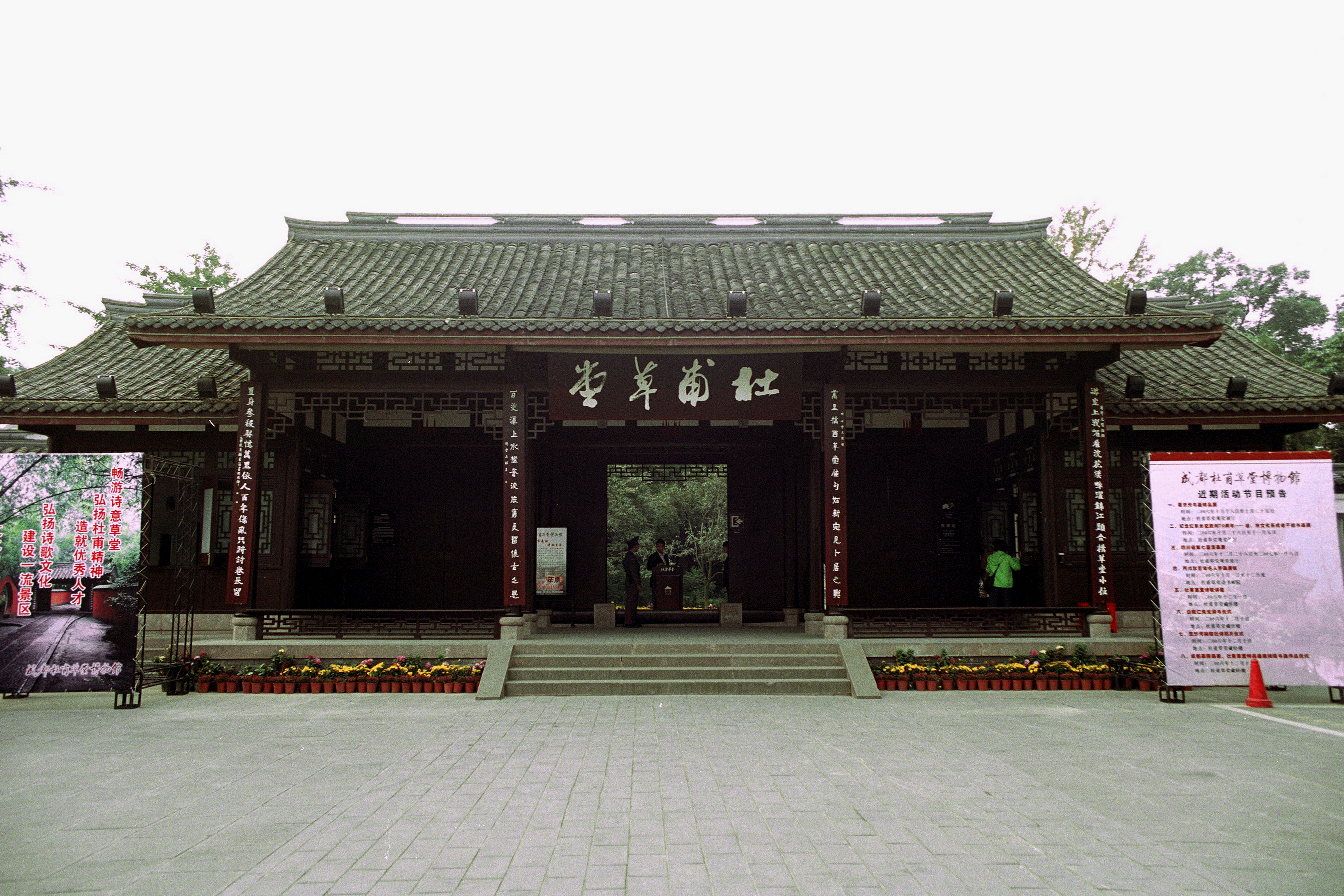
Ворота в тростниковую хижину

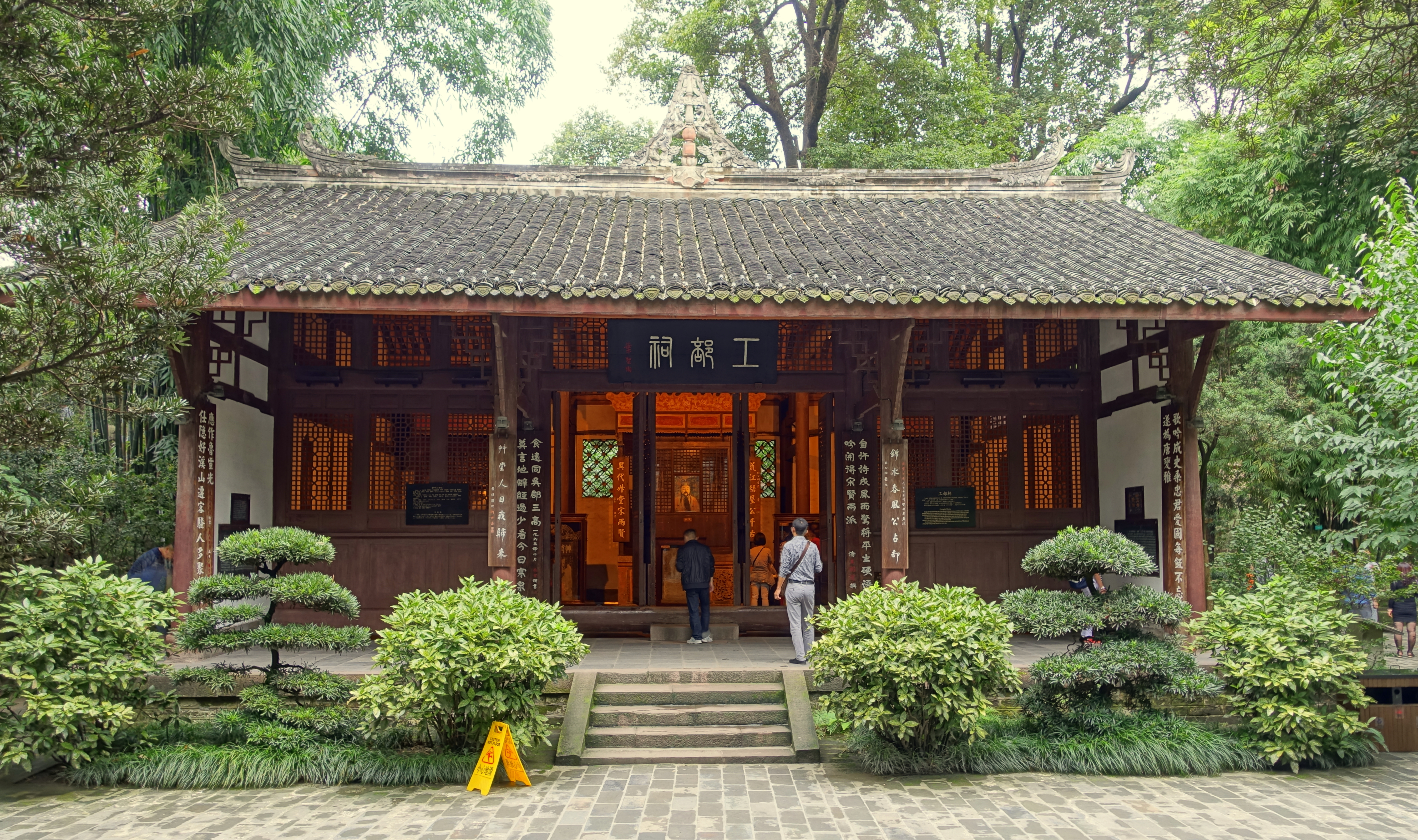

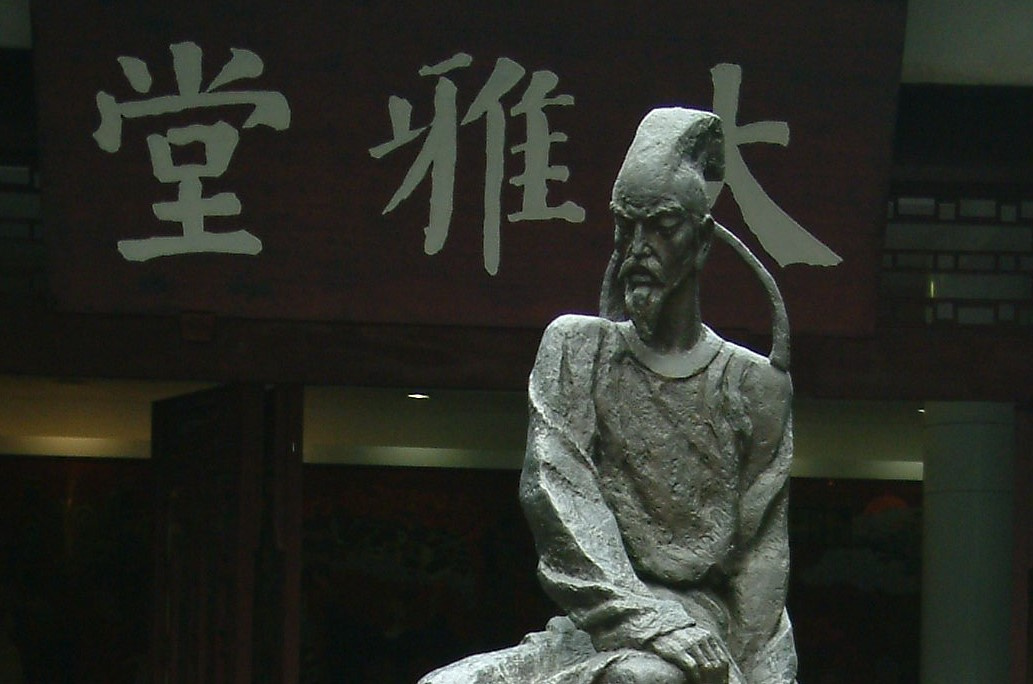
Бронзовый памятник Ду Фу перед Залом Великих Поэтов.

Тростниковая хижина Ду Фу (кит. упр. 杜甫草堂, пиньинь Dù Fǔ Cǎo Táng, палл. Ду Фу Цао Тан) — парк и музей в честь поэта Ду Фу, расположенный на западной окраине города Чэнду (КНР). Площадь комплекса 9,7 га.

## История
Хижина стала местом жительства китайского поэта времен династии Тан Ду Фу в Чэнду зимой 759 года. Весной, с помощью друзей, хижина на западной окраине Чэнду, на живописном берегу реки Хуаньхуаси была достроена. Весной следующего года появился также «крытый соломенный дом Чэнду» (кит. 成都草堂). В стихотворении Ду Фу «Безумный муж» (кит. 狂夫) упоминается хижина. Он жил здесь четыре года. В 765 году Ду Фу объединился со своей семьей и переехал.
После его переселения из Чэнду, в хижине никто не проживал. Его собирались превратить в храм и музей бывшей резиденции поэта и обустроить вокруг красивый сад. В марте 1961 году китайское правительство установило для музея статус национального наследия и начались работы по реконструкции. К маю 1985 года хижина Ду Фу была полностью восстановлена.

## Структура парка
В парке расположено много павильонов, садов, водоёмов, выставочных залов.
Древняя хижина, построенная лично Ду Фу, была разрушена. Основные сооружения в парке были построены в XVI веке во время минской династии, и реставрированы в 1811 году во время династии Цин
Комплекс парка включает следующие основные экспозиции и павильоны:
- Мемориальный зал Дугунбу с экспозицией, посвящённой жизни и работам поэта Ду Фу. В зале выставлены также предметы с оригинальной резьбой по дереву сунской эпохи. Здесь же представлены труды Ду Фу, изданные на иностранных языках.
- Тростниковая хижина Ду Фу. Реконструирована комната, спальня и кухня, воссозданы предметы обихода того времени.
- Зал Великих Поэтов - мемориальный павильон с огромным панно (16 x 4 м), изображающего сцены из стихотворения Ду Фу, как тростниковая хижина трещит под напором осеннего ветра, и песни о военной колеснице. Перед залом - памятник Ду Фу, в зале - статуи и небольшие экспозиции посвящённые 12 знаменитым китайским поэтам (в число которых входят  Ли Бо,  Цюй Юань, Ван Вэй, Тао Юаньмин,  Су Ши, Ли Цинчжао, Лу Ю).

## В филателии
Тростниковая хижина изображена на почтовой марке КНР, выпущенной 25 мая 1962 года к 1250-летию со дня рождения Ду Фу, вместе с цитатой Чжу Дэ о Ду Фу: «Тростниковая хижина остаётся грядущим поколениям, совершенномудрый в поэзии — выдающийся навсегда» (кит. трад. 草堂留后世//詩圣著千秋):17.